# El Rosario (Xochimilco)

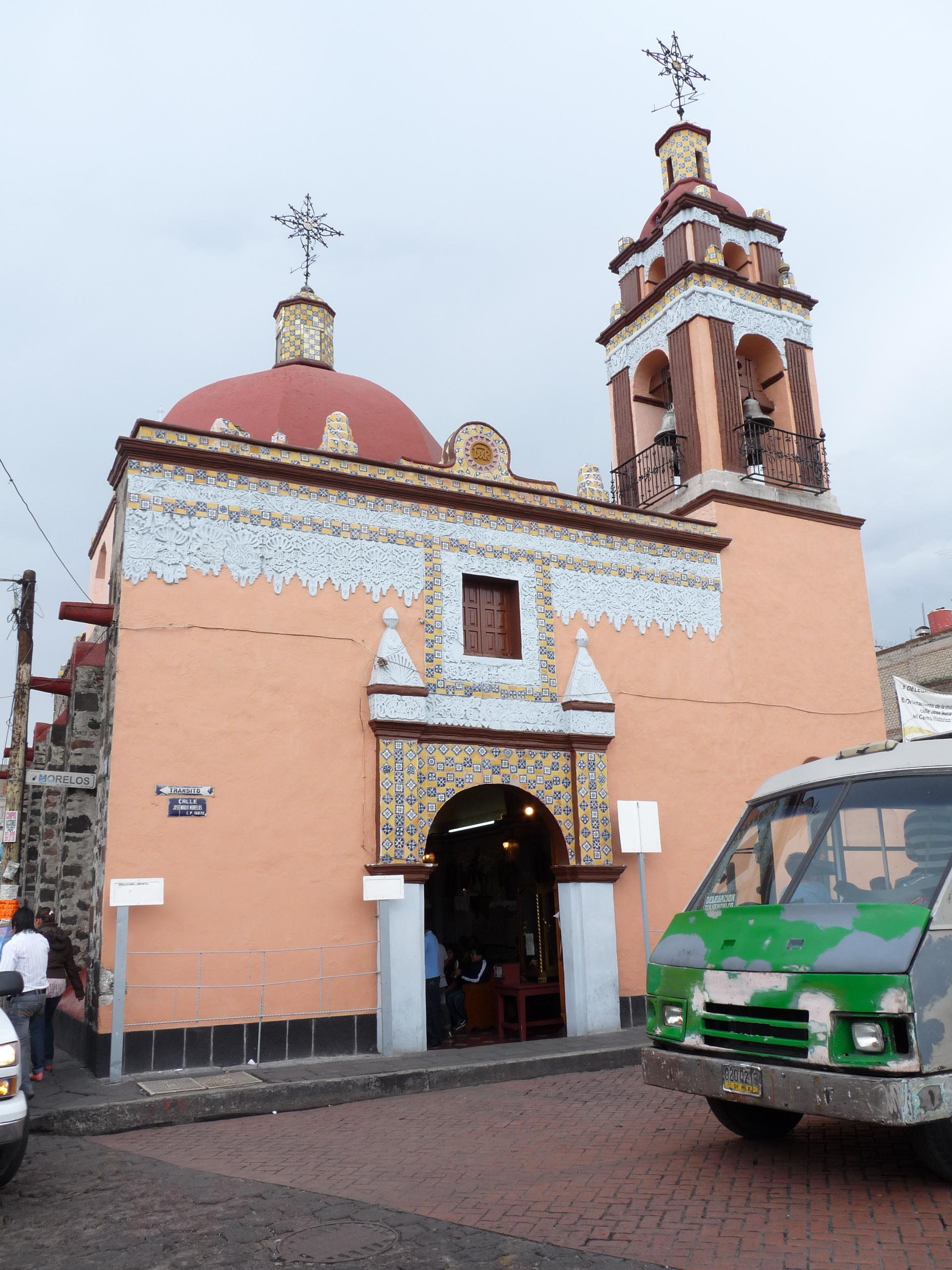
Frente de la Capilla del Rosario

El Rosario es un barrio ubicado en el centro de la delegación Xochimilco, una de las 16 delegaciones del distrito federal mexicano.

Limita con los barrios San Pedro, San Antonio, San Juan, La Concepción Tlapoaca, La Guadalupita, Santa Crucita y Belem. 
El Edificio Delegacional de Xochimilco está ubicado en este barrio, que reúne además algunos puntos de interés como Ex-convento de San Bernadino, el Mercado de Xochimilco, el Jardín Juárez, el Jardín Morelos y la Capilla del Rosario.
Tiene un clima templado húmedo con lluvias en verano y temporada seca de noviembre a abril, (otoño e invierno del hemisferio norte). Presenta una temperatura media anual de 16.2 °C, con máximas de 31 °C.
Tratándose de un área urbana céntrica, las principales actividades de sus pobladores se relacionan con el comercio. En El Rosario se encuentran los mercados Xochitl y 377 (ubicados dentro del Mercado de Xochimilco), donde se comercializan alimentos, flores y artesanías producidas en Xochimilco.
La Capilla de El Rosario es una construcción de mediados del siglo XVIII, con muros de piedra, nave única, cúpula y campanario, ornamentados con azulejos antiguos que aún se conservan, pese a que la capilla fue restaurada en varias ocasiones.